# Korczew (Zduńska Wola)
Pour les articles homonymes, voir Korczew.
Korczew (/'korczef/) est un village polonais situé dans le gmina Zduńska Wola, dans le powiat de Zduńska Wola, Voïvodie de Łódź. Il est situé à environ 6 km au nord-ouest de Zduńska Wola et à 42 km au sud-ouest de la capitale régionale Łódź.